# Bill Laimbeer
Bill Laimbeer é um ex jogador norte-americano de basquete profissional. Jogando pelo Detroit Pistons durante os anos 80 e 90, foi bicampeão da NBA nas temporadas de 1988–89 e 1989–90. Atualmente é o treinador do Las Vegas Aces na Women's National Basketball Association (WNBA).